# Spatalistis
Spatalistis es un género de polillas tortrícidas categorizado en la tribu Tortricini, de la subfamilia Tortricinae. Fue descrito por Edward Meyrick en 1907.

## Especies
- Spatalistis aglaoxantha Meyrick, 1924
- Spatalistis alleni Razowski, 2012
- Spatalistis armata Razowski, 1966
- Spatalistis bifasciana (Hubner, [1787])
- Spatalistis christophana (Walsingham, 1900)
- Spatalistis crocomis (Meyrick, 1908)
- Spatalistis delta Razowski, 2003
- Spatalistis droserantha (Meyrick, 1930)
- Spatalistis dulcedana Kuznetzov, 1992
- Spatalistis egesta Razowski, 1974
- Spatalistis gerdia Diakonoff, 1976
- Spatalistis gratiosa Razowski, 1964
- Spatalistis hormota Meyrick, 1907
- Spatalistis katmandana Razowski, 2012
- Spatalistis nephritica Razowski, 1966
- Spatalistis numismata Diakonoff, 1968
- Spatalistis orbigera Meyrick, 1912
- Spatalistis philauta Diakonoff, 1983
- Spatalistis phulchokia Razowski, 2012
- Spatalistis rhopica Meyrick, 1907
- Spatalistis translineata Meyrick, 1921
- Spatalistis tyrophthora Meyrick, 1912
- Spatalistis violacea Diakonoff, 1953
- Spatalistis viridphantasma Razowski, 2012
- Spatalistis zygota Razowski, 1964